# Bagod
Bagod es un pueblo ubicado en el condado de Zala, Hungría.

## Superficie
Posee una superficie de 16,37 kilómetros cuadrados.

## Demografía
Hasta 2021 la población era de 1213 habitantes, con una densidad de población de 74,09 habitantes por kilómetro cuadrado. En 2011 el 82,3% de la población estaba conformada por húngaros y la religión predominante era el catolicismo.